# Faisal bin Abdul Aziz
Faisal bin Abdul Aziz al-Saud (arabiska: فيصل بن عبدالعزيز آل سعود), ofta kallad endast Faisal eller Feisal, född 14 april 1906 i Riyadh, död 25 mars 1975 i Riyadh, var Saudiarabiens kung från 1964 till sin död 1975. Kung Faisal efterträdde sin bror Saud som landets regent. Tidigare hade Faisal bland annat varit utrikes- och premiärminister.

## Biografi
Faisal bin Abdul Aziz var en av 37 söner till ibn Saud, den schejk som 1932 grundade Saudiarabien, och nummer två i successionsordningen efter att fadern 1926 blivit kung. När Faisal föddes hade fadern nyligen intagit Riyadh. Efter att staten grundades hittade man olja, vilket förändrade landets ekonomi drastiskt. Den största vinsten gjorde emellertid oljebolagen, och när brodern Saud uppsteg på tronen efter faderns död slösades landets tillgångar bort på privat lyx. 1958 var landet bankrutt, och det ankom Faisal att lösa krisen, vilket han lyckades med. 
Jämfört med brodern var Faisal en asketisk man, hade bara fyra hustrur, var nykterist och rökfri, och djupt religiös.
1960 avskedade brodern, kung Saud, Faisal från regeringen, men på grund av kungens misslyckande med landets finanser tvingades denne åter erbjuda Faisal en plats som minister. 1964 blev kung Saud avsatt till Faisals förmån.
Om Faisal brukar sägas att Saudiarabien under hans styre blev det rikaste landet i världen, dels att det också är hans förtjänst att landet blev en modern stat. Han förde en välfärdspolitik, gav de saudiska medborgarna fri sjukvård och fri undervisning inklusive universitet, utvecklade jordbruket och industrin, och avskaffade slaveriet. Saudiarabien blev ett av USA:s största stöd i utrikespolitiken så när som på Israelfrågan; Faisal var skarpt avvisande till Israel, och ville se de palestinska flyktingarna få återvända. Sharialagen fortsatte att vara det dominerande inom landets rättssystem, och Faisal var en av Saudiarabiens enväldiga monarker som regerar utan parlament och med en regering som han utser.
Oljan blev landets viktigaste vapen. Under Faisals tid som kung ökade både Saudiarabiens produktion av olja och oljepriset kraftigt. Faisals beslut att sluta sälja olja på världsmarknaden hösten 1973 till de länder som ansågs hade stött Israel under oktoberkriget ledde till oljekrisen samma höst. De världsomspännande konsekvenser som detta innebar ledde till att han utnämndes till Time Person of the Year 1974.
Han sköts den 25 mars 1975, under en majlis i det kungliga palatset då kungen höll mottagning för olika släktingar och representanter, i ett attentat utfört av en ensam mördare. Kungen fördes i ilfart till sjukhus där han senare avled. Attentatsmannen var en brorson till kungen, prins Faisal bin Musaid. Denne avrättades offentligt som straff för mordet.